# Maramunhã
Maramunhã é uma série de quadrinho brasileiro iniciada em 2022 , escrito por Evaldo Vasconcelos  e ilustrada por Rayanne Cardoso, Izabelle Regina, Malu Menezes, Alberto Jean Fermin e Geovan Motter. A obra é uma adaptação livre do conto Batracomiomaquia, do escritor grego Homero. A obra transporta a história da Guerra de Troia para a Amazônia, substituindo os sapos e ratos do texto original por jabutis e quatipurus, animais característicos da fauna da região. A obra também incorpora elementos da cultura indígena, como as divindades da etnia Manaus e a língua Nheengatu.

## Sinopse e recepção
A história conta como um mal entendido entre jabutis e quatipurus da início a uma guerra. Os jabutis, sem saber como se defender, procuram os humanos para aprender como fazer a guerra. Eles recebem armas e armaduras dos humanos e voltam para enfrentar os quatipurus. A guerra se torna cada vez mais violenta. Um japiim, uma ave que testemunha toda a carnificina, decide pedir ajuda aos espíritos para que a paz seja restaurada.
A obra foi bem recebida pela crítica e pelo público, sendo considerada uma obra original e criativa que resgata a história e a cultura da Amazônia. A obra foi financiada coletivamente pelo Catarse e recebeu o apoio do projeto Norte em Quadrinhos, que visa divulgar as produções de quadrinhos da região Norte do Brasil. A obra também foi elogiada pela qualidade da arte e da diagramação, que criam um clima de aventura e fantasia.

## Livros da Série
Maramunhã - Uma Lenda Manaus
Maramunhã - Na terra do Waraná